# Эллак
Эллак (греч. Έllac; около 425 — не позднее 455) — старший сын и преемник царя гуннов Аттилы (453 — не позднее 455 года).

## Биография
Основными историческими источниками, рассказывающими о жизни Эллака, являются сочинения Приска Панийского и Иордана.
Согласно сведениям этих авторов, Эллак был старшим сыном Аттилы и одной из его жён Креки. Первое известие об Эллаке относится к 448 году, когда после подчинения гуннами племени акациров он был поставлен отцом управлять частью этого народа. В поездке в свои новые владения его сопровождал Оэбарс, дядя Аттилы по отцу и второй после царя по значимости человек в Гуннской державе. Однако уже в 449 году по неизвестным причинам Эллак снова возвратился ко двору своего отца. Приск сообщает, что на обратном пути Эллак упал с коня и сломал правую руку.
О жизни Эллака до кончины Аттилы, внезапно умершего в 453 году, ничего неизвестно. После смерти отца Эллак, как старший и самый любимый из его сыновей, унаследовал власть отца над Гуннской державой. Однако почти сразу же после этого его младшие братья начали требовать выделения им их собственных владений. Семейная ссора привела к тому, что сыновья Аттилы решили разделить по жребию власть над землями, покорёнными их отцом. Это решение, вызвавшее негодование среди подчинявшихся Аттиле вождей, привело к отложению от гуннов многих зависимых племён. Восставших возглавил король гепидов Ардарих, ранее один из наиболее верных соратников умершего царя. Противоборствующие стороны сошлись в битве у реки Недао, датируемой историками 453, 454 или 455 годом. Против гуннов, возглавляемых Эллаком, выступило большое войско из гепидов, скиров, ругов, свевов и герулов во главе с Ардарихом. Несмотря на личное мужество Эллака, гунны и их союзники потерпели сокрушительное поражение, потеряв, по сообщению Иордана, около 30 000 воинов погибшими. Среди павших на поле боя был и сам Эллак.
После разгрома при Недао гунны, возглавляемые братьями Эллака Денгизиком и Эрнаком, отступили на восток, заняв территории в нижнем течении Дуная и в причерноморских степях. Возможно, Денгизик унаследовал после гибели своего брата титул верховного царя гуннов, в то время как Эрнак ограничился управлением восточными землями гуннских владений. Хотя сведения о дальнейшей истории гуннов представлены в сочинениях современных им авторов только частично, историки считают, что Гуннская держава как единое целое прекратило своё существование уже к середине 460-х годов.

## Комментарии
1. ↑  Историк Отто Маенхен-Гельфен предполагает, что слово «Эллак» являлось титулом старшего сына Аттилы, означающим «правитель» или «царь» и ошибочно принятым латинскими и греческими авторами за его личное имя[1].